# Лукімська ЗОШ І-ІІІ ступенів
Лукімська ЗОШ І-ІІІ ступенів — загальноосвітня школа, розташована у с. Лукім'я, Оржицького району Полтавської області.

## Загальні дані
Лукімська ЗОШ І-ІІІ ступенів — розташована за адресою: 37751, вул. Шкільна, 16, с. Лукім’я, Оржицького району Полтавської області, Україна.
У школі навчається 39 учнів.
Педколектив навчального закладу — 14 вчителів.
Директор школи — Колісник Світлана Григорівна.

## Історія школи

### Початок існування школи
Благочинний Лубенського в’їзду, священик Михайло Кубинський писав, що 22 березня 1885 р. при Успенській церкві містечка Лукім’я була відкрита церковно-приходська школа. Посаду наставника школи взяв на себе диякон Афанасій Павловський. Бажаючих навчатися грамоти виявилося 18 хлопчиків.
За розповідями старих людей, в 1907 році на Панській горі існувала школа у церковній сторожці. Приблизно в 1908 році був збудований будинок церковно-приходської двокласної школи. Навчання проводив один учитель. Навчалися лише хлопці із місцевих заможних родин. Основним предметом навчання в церковно-приходській школі був закон божий.
В 1912 році земство збудувало земську двокомплектну чотирикласну школу. При цьому, як розповідають жителі села, питання про будівництво земської школи розглядалося на загальному сході села. Громада через існування приватної власності на землю спочатку відмовила у виділенні землі для будівництва школи.
Але після неодноразового обговорення цього питання на сходах, місце для будівництва школи було відпущено. Садиби і пришкільного двору не було.
Після жовтневого перевороту 1917 року і до 1926 року в селі існувала початкова трудова школа. У 1926 році початкову школу було реорганізовано у семирічку.
З 1936 року в Лукім’ї відкрита середня десятирічна загальноосвітня школа, яка охоплювала дітей шкільного віку не тільки Лукім’я, а й сусідніх сіл: Чирківки, Н.-Іржавця, Дмитрівки, Селецької, Колодни, Загреблі й інших. У той час школа мала 12 комплектів, в яких навчалось понад 300 учнів.
У 1940—1941 рр. побудовано хороший будинок школи на 12 класних кімнат. Весною 1959р. при школі створено учнівську виробничу бригаду, для якої колгосп відпустив 50 га землі. Протягом літа учні добре працювали у виробничій бригаді і добилися добрих результатів.
Лукімська середня школа з 1959-1960 навчального року почала переходити на нову програму – програму одинадцятирічної загальноосвітньої трудової політехнічної школи. 
У 1986 році побудоване нове двохповерхове приміщення школи за кошти колгоспу ім. Дзержинського. Будівництво тривало всього півтора року. Обладнання в школу, технічні засоби навчання: телевізори, магнітофони, кіноапарати, програвачі, діапроєктори були завезені за кошти колгоспу. Було встановлено лінгафонний кабінет. 
У школі є комп’ютерний клас, музичний центр. Зараз у школі навчаються діти, які проживають в селах Лукім’я, Н.Іржавець, Дмитрівка, Колодна, В.Селецька, Онішки. 23 дітей підвозить до школи шкільний автобус. 
У школі працювала і надалі продовжує працювати шкільна династія – Кулик М. Г., Кулик В. М., Кулик Л. М., Хорошко Л.

### Випускники школи
- Співак М.Ф. – генерал армії сухопутних військ
- Брижаха Г.В. – заслужений будівельник України
- Лапко Н.С. – занесена в книгу «Видатні люди Полтавщини» (2002 р.)
- Рудь В.І. – полковник медичної служби Міністерства оборони України

## Директори школи
- Шехель Ю.М. (з 1950 р.)
- Поліванов О.П. (з 1972 р.)
- Жаріков В.М. (з 2004 р.)
- Колісник С.Г. (з 2009 р.)